# Thảm sát Thạnh Phong

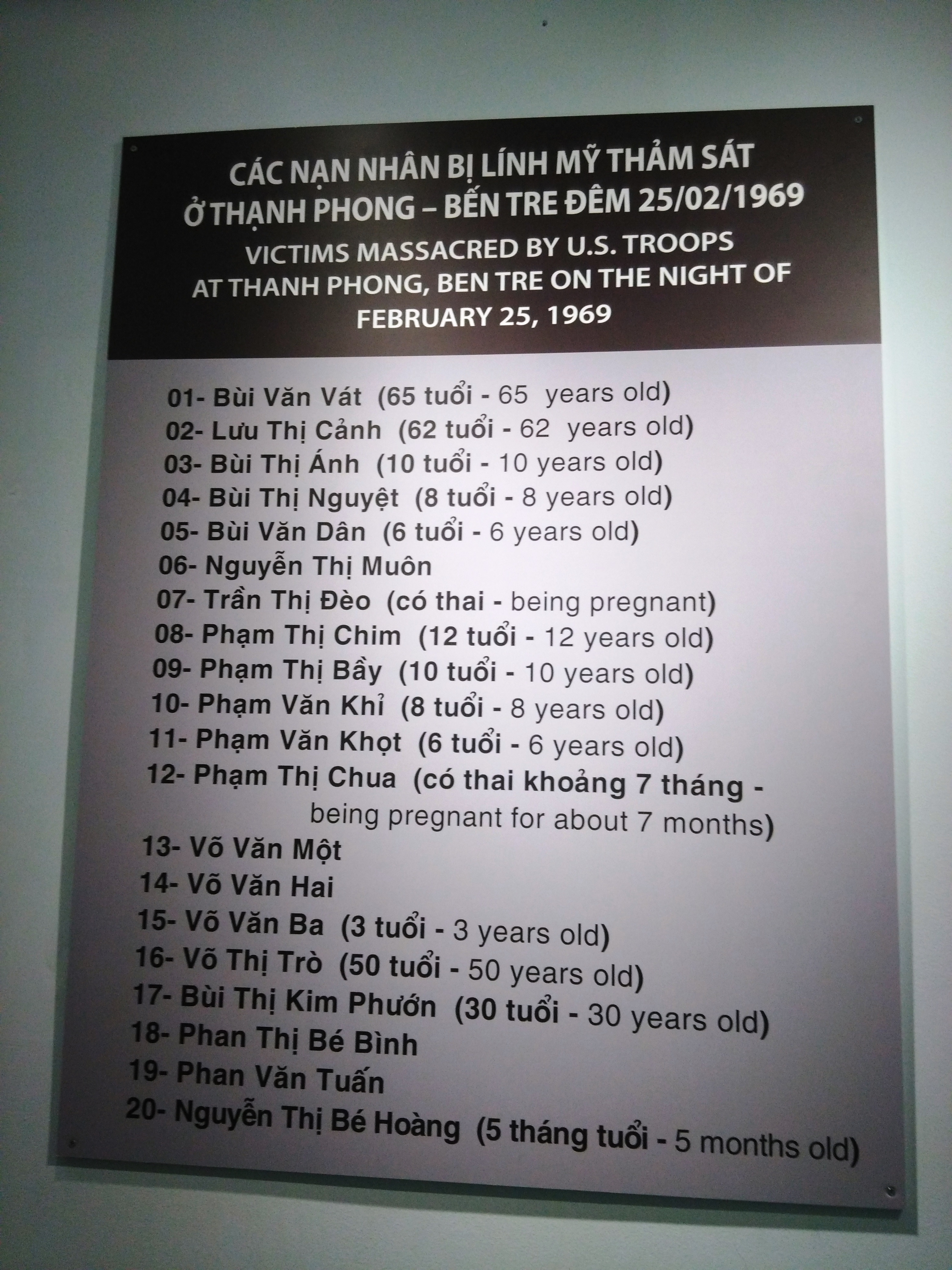
Danh sách các nạn nhân bị lính Mỹ thảm sát được trưng bày tại Bảo tàng chứng tích chiến tranh Thành phố Hồ Chí Minh

Thảm sát Thạnh Phong là sự kiện xảy ra ngày 25 tháng 2 năm 1969 tại Khâu Băng (ấp Thạnh Hòa, xã Thạnh Phong, huyện Thạnh Phú, tỉnh Bến Tre), lực lượng biệt kích SEAL của quân đội Mỹ, do Bob Kerrey chỉ huy, giết hại 21 thường dân gồm người già, phụ nữ và trẻ em trong khi truy tìm một cán bộ Mặt trận Dân tộc Giải phóng miền Nam. Sau cuộc thảm sát, Bob Kerrey được tặng thưởng huân chương Sao Đồng (Bronze Star) do "kết quả của cuộc tuần tiễu là 21 Việt Cộng bị giết, hai căn nhà bị phá hủy, và thu được 2 vũ khí".
Năm 2001, Tạp chí New York Times và chương trình 60 Minutes II của đài truyền hình Mỹ CBS đã thực hiện một loạt phóng sự về sự kiện trên. Nhóm biệt kích gồm Kerrey dẫn đầu và 5 lính 
khác. Theo lời kể của các nhân chứng, đầu tiên, đội biệt kích của Kerrey vào một nhà dân, dùng dao giết những người trong nhà. Theo Gerhard Klann, một thành viên trong nhóm, những người này gồm 2 ông bà già và 3 đứa cháu dưới 12 tuổi. Kerrey nhận trách nhiệm cho các vụ giết người này với tư cách chỉ huy đội. Ông nói với tạp chí New York Times rằng "Quy trình tiêu chuẩn là phải loại bỏ những người mà chúng tôi chạm trán" (Standard operating procedure was to dispose of the people we made contact with)..
Sau đó, theo lời của Kerrey, đội biệt kích thấy có súng bắn từ giữa làng nên bắn trả từ xa, kết quả là chỉ tìm thấy các xác chết là phụ nữ và trẻ em. Còn Gerhard Klann và nhân chứng người Việt là bà Phạm Thị Lãnh (hai người được phỏng vấn độc lập) cùng khẳng định rằng đơn vị lính Mỹ không hề bị tấn công, và các nạn nhân đã bị tập trung lại để bắn bằng súng máy tự động ở cự li gần.

## Lời kể của các nhân chứng
Theo lời kể bà Bùi Thị Lượm, nạn nhân duy nhất sống sót sau thảm sát Thạnh Phong, không có ai khác may mắn sống sót trong đêm đó. Trong số 21 người chết, có một người cô và một người mợ đang mang thai. Nếu tính cả thai nhi chưa lọt lòng, con số chính xác là 23 nạn nhân.
"Đêm đó, tôi đang ngủ thì nội gọi. Tôi bò ra cửa hầm thì thấy mọi người ngồi chụm lại với nhau, lính biệt kích bao quanh. Rồi đột ngột bọn chúng bắn từng loạt."
"Đêm đó ở Thạnh Phong, không có người đàn ông nào có mặt, chỉ có người già, phụ nữ, trẻ nhỏ đứng trân mình trước làn đạn. "Nhiều người chết mà chẳng còn lành lặn. Có người già chết mà tay vẫn chắp trên trán như đang quỳ lạy."
"...ba đứa bé là cháu nội ông Bùi Văn Vát đã ẩn nấp trong ống cống này nhưng vẫn bị lính biệt kích Mỹ sát hại."
Theo hiện vật trưng bày tại Bảo tàng di chứng chiến tranh tại TP HCM về vụ thảm sát, có một số ảnh và một ống cống, mô tả chỗ mà ba đứa trẻ đã trốn trước khi bị tìm thấy và giết. Hiện vật có viết:
Từ 8 giờ đến 9 giờ đêm ngày ngày 25/2/1969 một nhóm thủy quân lục chiến Seal Rangers  [sic] (một trong những đội được lựa chọn tốt nhất của quân đội Mỹ) dẫn đầu bởi Đại úy Hải quân Bob Kerrey tiến vào Xóm 5, làng Thạnh Phong, huyện Thanh Phu, Tỉnh Bến Tre. Chúng cắt cổ ông Bùi Văn Vát 66 tuổi và bà Lưu Thị Cảnh 62 tuổi, và lôi ba đứa cháu của họ ra từ chỗ trốn ở một ống cống, giết hai và mổ bụng moi ruột một đứa. Sau đó nhóm lính này tàn sát các gia đình khác, giết chết 15 dân thường, bao gồm cả phụ nữ đang mang thai, moi bụng một em gái. Người sống sót duy nhất là một em gái 12 tuổi tên Bùi Thị Lượm bị thương ở chân. Phải đến tháng 4 năm 2001, Thượng nghị sĩ Bob Kerrey mới thú nhận tội ác của ông ta với cộng đồng quốc tế.

## Thông tin thêm

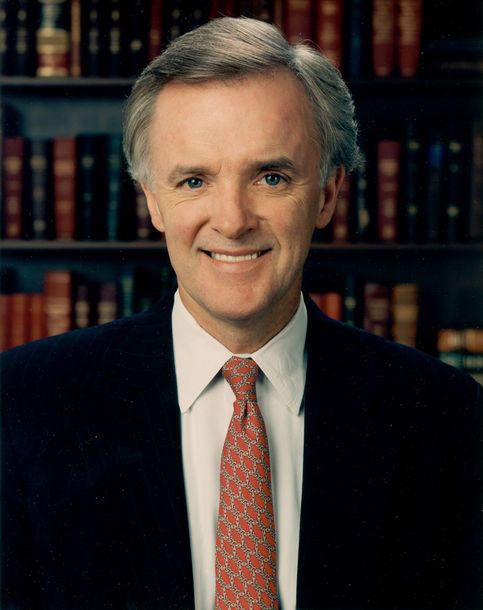
Bob Kerry năm 2006

Bob Kerrey làm Thống đốc bang Nebraska từ năm 1983 đến 1987, Thượng nghị sĩ Hoa Kỳ đại diện cho Nebraska(1989–2001). Từ khi rời Thượng viện Mỹ, ông làm Hiệu trưởng New School, một trường đại học ở thành phố New York. Năm 2016 ông được bổ nhiệm làm Chủ tịch Hội đồng Tín thác trường Đại học Fulbright Việt Nam. Ngày 25/5, Đại học Fulbright Việt Nam (FUV) chính thức được thành lập, là cơ sở giáo dục 100% vốn đầu tư nước ngoài, hoạt động không vì lợi nhuận. Bob Kerrey giữ cương vị chủ tịch hội đồng quản trị trường.
Báo mạng Zing đặt câu hỏi về việc chọn cựu Thượng Nghị sĩ Bob Kerrey, người từng tham gia vụ thảm sát Thạnh phong làm chủ tịch Đại học Fulbright mới được mở tại Việt Nam. Gregory L. Vistica viết cho New York Times hồi năm 2001 cho biết: "Trong chiến tranh Việt Nam, Kerrey là một đại úy hải quân và từng tham gia vào một trong những vụ thảm sát đẫm máu ở xã Thạnh Phong của Bến Tre vào năm 1969, giết nhiều phụ nữ và trẻ em." Zing sau đó đã đăng lời xin lỗi của Thượng Nghị sĩ Kerrey gửi tới Zing qua email: "Tôi đã xin lỗi người Việt về những gì tôi gây ra trong chiến tranh và giờ tôi xin lỗi lại một lần nữa. Một cách chân thành và cùng những nỗi đau của ký ức mãi mãi ám ảnh, tôi xin lỗi những người mà tôi đã gây hại."  Bob Kerrey nói ông đã vận động để thành lập trường này từ đầu thập niên 1990 nhưng nay 'sẵn sàng rút lui'.